# Centroizquierda política

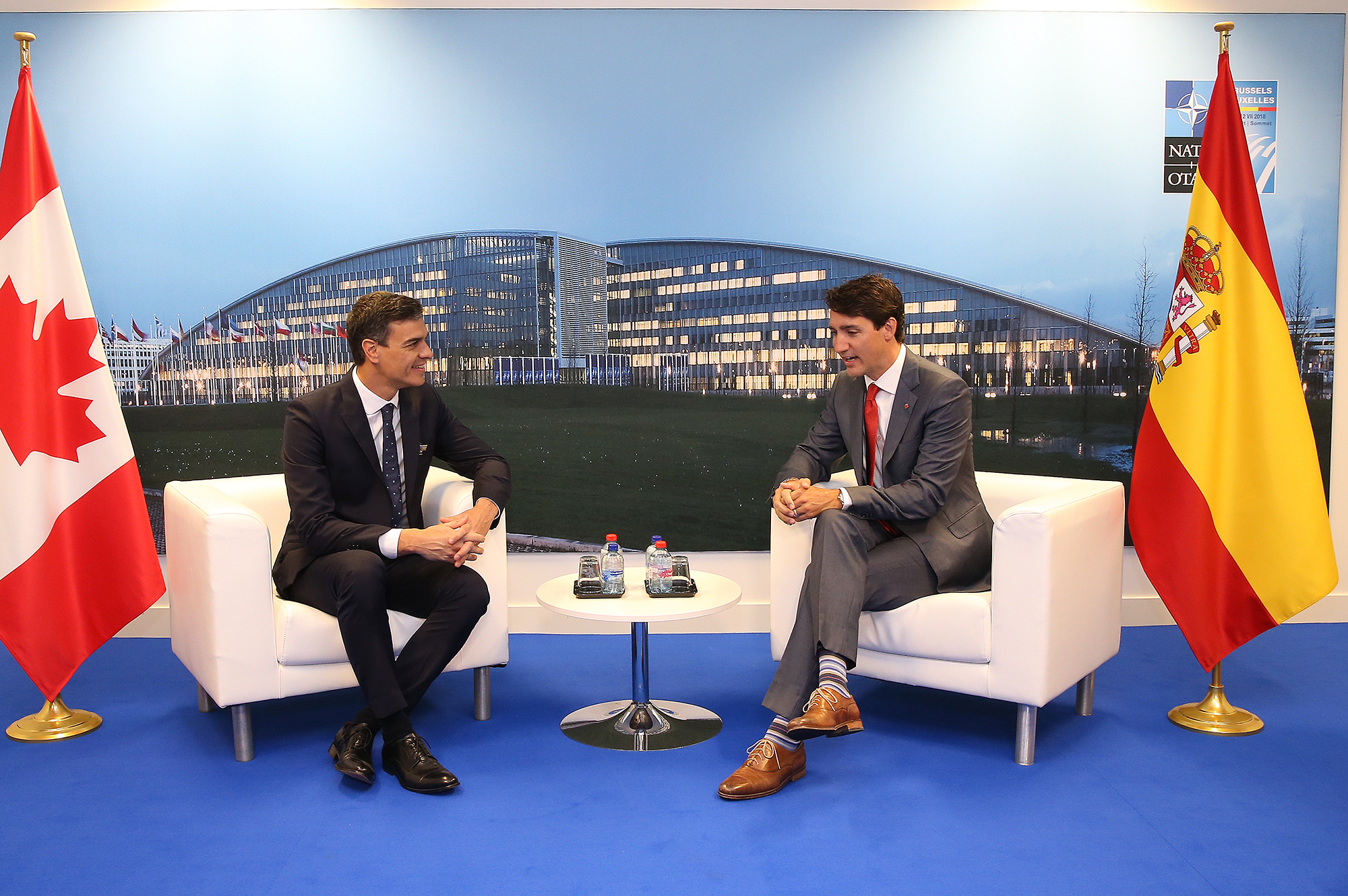
El presidente del Gobierno de España Pedro Sánchez, y el ex primer ministro de Canadá Justin Trudeau en una reunión previa a la segunda jornada de la Cumbre de jefes de Estado y de Gobierno de la OTAN.

En ciencia política, se denomina centroizquierda al espectro político donde se ubica a formaciones políticas comprendidas entre el centro y la izquierda revolucionaria o rupturista. La centroizquierda por lo tanto se opone no solamente a la derecha y a la extrema derecha, sino también a las ideologías y posicionamientos de extrema izquierda. Las ideologías de centroizquierda más comunes en Occidente son el progresismo, la socialdemocracia y el socioliberalismo.
En la mayoría de países occidentales, el electorado esencial de centroizquierda lo componen sectores de la clase trabajadora urbana, miembros de la clase media intelectual académica e incluso la población rural en determinados lugares. En algunos países como Estados Unidos y Canadá, los políticos y las propuestas políticas de centroizquierda son denominados liberales.
El estudio de los sistemas políticosha mostrado una tendencia de amplios sectores sociales a autodefinirse en el centro o centroizquierda, ya que al ser una posición definida según el contexto, su ideología varía desde posiciones progresistas a otras que algunos consideran neoliberales.

## Características
El vocablo «centroizquierda» nació a principios del siglo XX para describir las ideologías políticas cercanas al socialismo, pero que aceptaban numerosos aspectos de la organización social del sistema capitalista, aunque a partir de la época de la caída del Muro de Berlín ha sido usada más por los promotores del «capitalismo con rostro humano» o el «capitalismo popular»; y ha reemplazado así al término «izquierda moderada».
La mayoría de las fuerzas políticas de la centroizquierda son básicamente socialdemócratas y están a favor del estado del bienestar. Muchos partidos de centroizquierda (como el Partido Laborista del Reino Unido), en sus orígenes defendían el llamado «socialismo democrático», que era la transición pacífica y gradual a una economía socialista dentro del sistema democrático de los países occidentales capitalistas (en oposición al cambio violento y revolucionario acompañado de la dictadura del proletariado que suponía el comunismo).
Sin embargo, con el paso del tiempo estas fuerzas comenzaron a renunciar al objetivo de socializar la economía, especialmente tras los problemas económicos experimentados por algunas economías centralizadas de los países del bloque soviético. La caída del Muro de Berlín aceleró el proceso por el cual los partidos socialistas democráticos renunciaban al marxismo e integraban como supuesto ideológico básico la defensa de la economía de mercado libre.
En la actualidad, las principales características de la centroizquierda en los países occidentales (principalmente en Europa) son las siguientes:
- El progresismo como única posibilidad viable a un modelo de desarrollo económico y social.
- Defensa de la economía mixta como modelo económico viable (en lo que coinciden con la centroderecha). Sin embargo, a la centroizquierda le gusta poner el acento en el carácter social del modelo de capitalismo que defienden («capitalismo con rostro humano»); por eso prefieren decir que defienden la llamada economía social de mercado o el socioliberalismo.
- Reducción moderada, a veces prácticamente nula, de los impuestos y rechazo a recortes fiscales muy grandes; ya que aunque la centroizquierda no se opone necesariamente a reducir los impuestos (y de hecho, algunos gobiernos de centroizquierda han reducido los impuestos cuando han gobernado), no se muestra tan entusiasta como la centroderecha de ese tipo de medidas. La centroizquierda prefiere mantener impuestos relativamente altos para financiar el gasto social, y por lo tanto usarlo como instrumento de redistribución del ingreso en la sociedad.
- Defensa a ultranza del estado de bienestar, ya que históricamente ha sido la centroizquierda la que impulsó la creación del estado de bienestar y por eso considera un compromiso defender las políticas sociales a favor de la igualdad de oportunidades y del acceso de todos los ciudadanos a servicios sociales básicos.
- Mayor gasto público del que está dispuesto a permitir la centroderecha, especialmente en programas sociales; aunque muchos economistas de centroizquierda se oponen a caer en excesos en la materia.
- Equilibrio fiscal (procurar no caer en déficit fiscal) pero con más flexibilidad y mayor margen de maniobra que la centroderecha.
- Posición moderada frente a la privatización de las empresas del Estado; aunque la centroizquierda no se opone necesariamente a la privatización de empresas estatales y de hecho muchos gobiernos de centroizquierda han ejecutado programas de privatización, la centroizquierda suele ser menos radical que la centroderecha en este aspecto y puede aceptar conservar algunas empresas públicas o al menos una participación minoritaria del Estado en sus acciones, cuando intereses políticos o sociales nacionales lo aconsejen.
- Extensión de los programas estatales de protección social.
- Reforzar el control de los mercados financieros, prohibir las formas más peligrosas de especulación, normas más claras, más transparencia y una mayor supervisión, para evitar abusos de la empresa privada y defender al consumidor.
- Conquistar mayores derechos para los trabajadores y un salario mínimo decente, impedir la competencia fiscal desleal y el dumping salarial.

## Nota
1. ↑  En particular en los análisis del economista de la teoría de la elección pública Anthony Downs: Una teoría económica de la democracia (1957) e Inside Bureaucracy (1967)